# 도지 (밈)

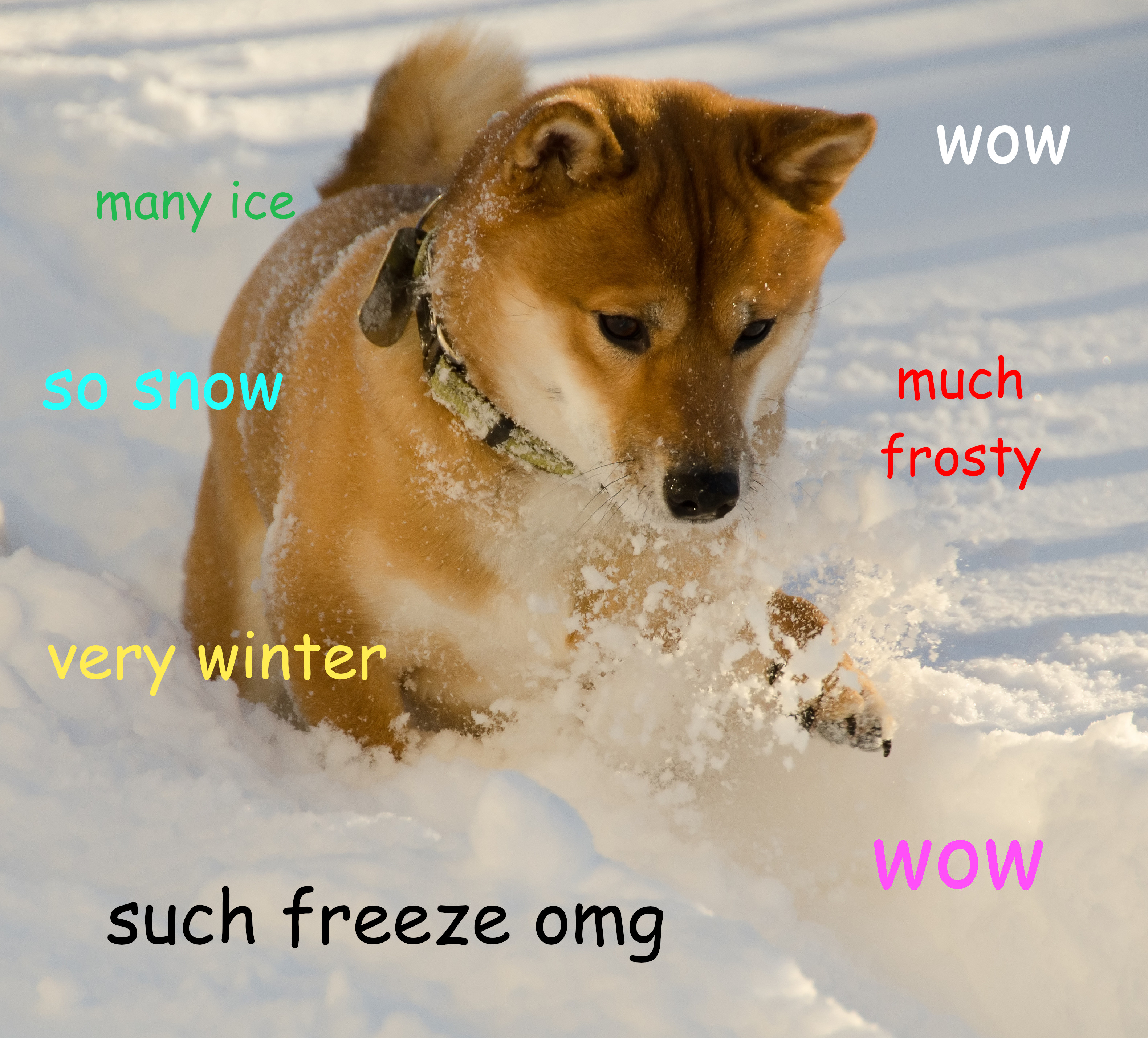
도지 밈의 예시

도지(Doge, /doʊdʒ/ DOHJ, /doʊɡ/ DOHG 또는 /doʊʒ/ DOHZH)는 2013년에 인기를 얻은 인터넷 밈이다. 이 밈은 시바견 개 사진과 Comic Sans 글꼴의 여러 색상의 텍스트로 구성된다. 일종의 내부 독백을 표현하는 텍스트는 의도적으로 깨진 영어의 형태로 작성되었다. 이 밈은 카보수(Kabosu)라는 이름의 시바견 이미지를 가장 자주 사용하지만 다른 시바견 버전도 인기가 있다.
이 밈은 2013년 말에 인기를 끌었던 카소부의 2010년 사진을 기반으로 하며 Know Your Meme의 그해 "최고 밈"으로 선정되었다. 시바견은 그해 12월에 출시된 도지를 기반으로 한 암호화폐인 도지코인을 포함하여 2013년 말 대중 문화에서 주목할만한 존재였다. 여러 온라인 여론 조사와 언론 매체에서는 도지를 2010년대 최고의 인터넷 밈 중 하나로 꼽았다.

## 같이 보기
- 인터넷 밈 목록